# Rembrandtstraße 6

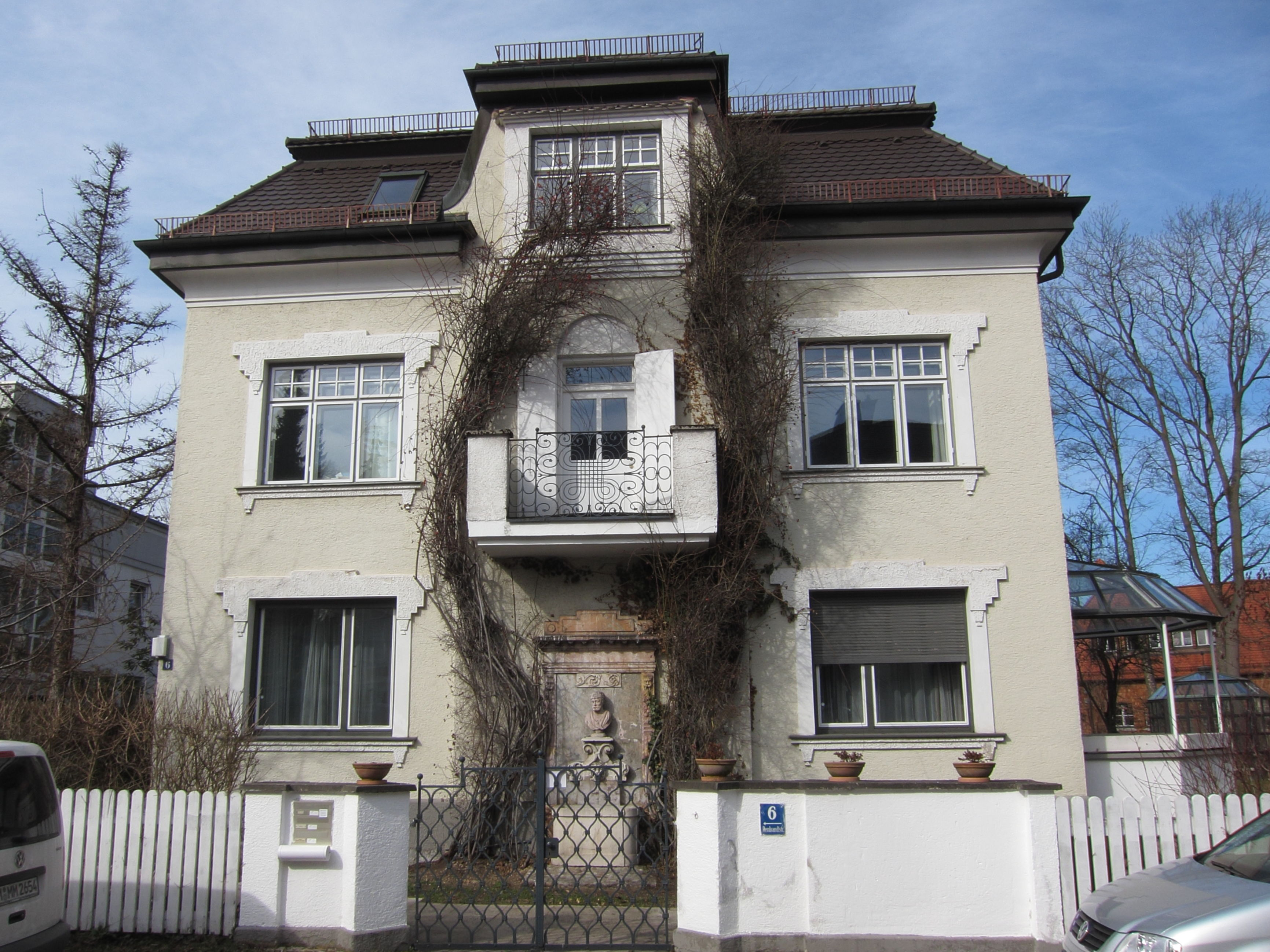
Haus Rembrandtstraße 6 in Pasing

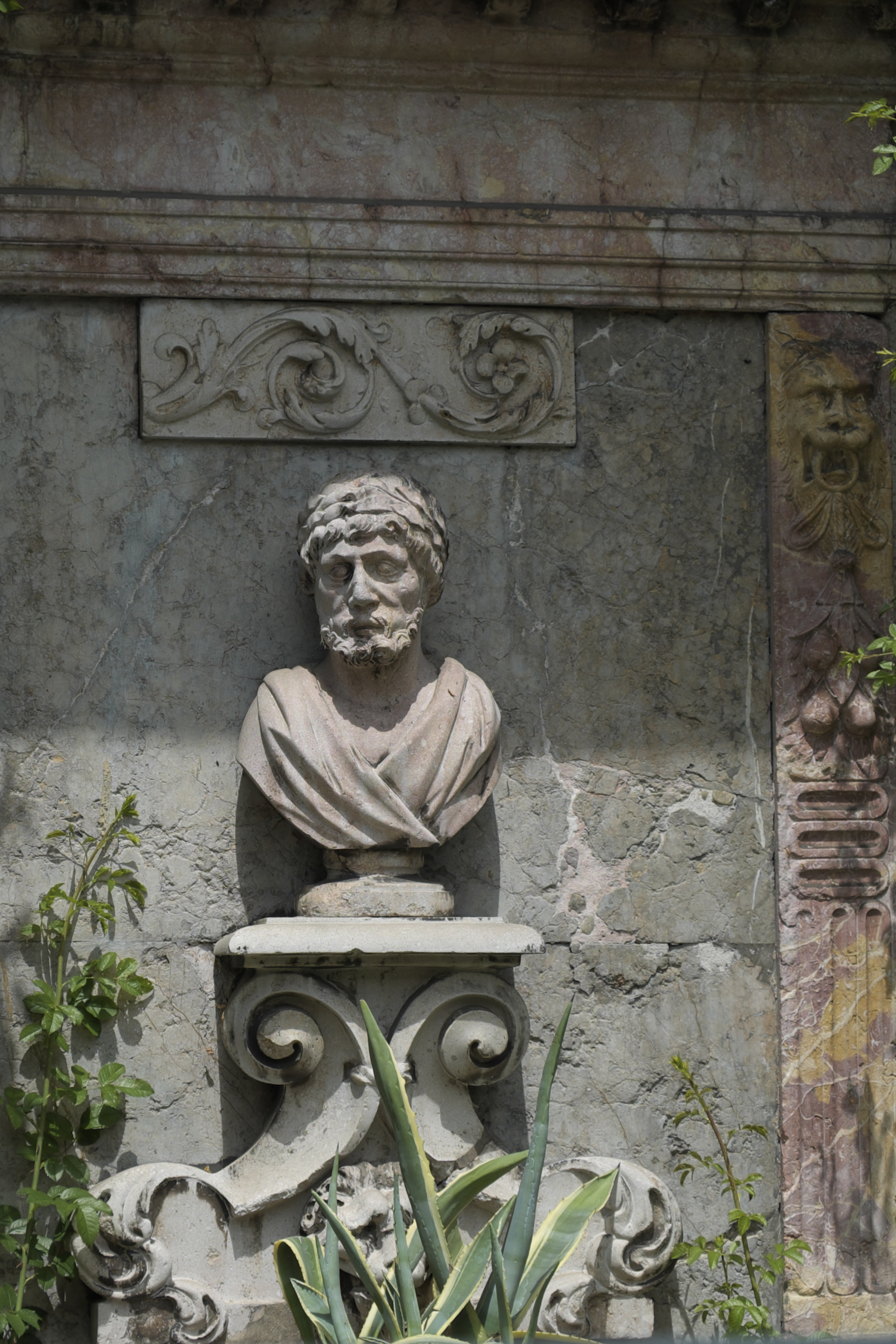
Wandbrunnen

Das Wohnhaus Rembrandtstraße 6 im Stadtteil Pasing der bayerischen Landeshauptstadt München wurde 1901 errichtet. Die  Villa an der Rembrandtstraße, die zur Villenkolonie Pasing II gehört, ist ein geschütztes Baudenkmal.
Das zweigeschossige Wohnhaus wurde von dem Architekten Georg Niggl für den Landschaftsmaler Fritz Baer errichtet, weshalb das Haus auf der rückwärtigen Nordseite im Obergeschoss ein Atelier besitzt. An der Vorderseite ist ein antikisierender Wandbrunnen an der Erdgeschossmittelachse angebracht. 
In den Jahren 1977/78 erhielt das Haus einen erdgeschossigen Anbau an der Rückseite und wurde innen teilweise umgestaltet. 